# ガーニアン・タイムズ
ガーニアン・タイムズ（Ghanaian Times）は、ガーナ政府が所有するザ・ニュータイムズコーポレーションがガーナの首都アクラで発行している新聞。1958年から発行されている。発行は週に6回、発行数は80000部である。